# Adolphe Rabinovitch
Pour les articles homonymes, voir Rabinovitch.
Adolphe Rabinovitch fut un agent du Special Operations Executive pendant la Seconde Guerre mondiale et donna sa vie pour la libération de la France.

## Identités
- État civil : Adolphe Rabinovitch
- Comme agent du SOE, section F :
  - Nom de guerre (field name) : « Arnaud »
  - Nom de code opérationnel : BARGEE
  - Nom de code du Plan, pour la centrale radio : CATALPHA, OVERCOAT
  - Autres pseudos : Alec, Guy Lebouton, Gérard

Parcours militaire : SOE, section F ; grade : captain ; matricule : 234268.
Pour accéder à des photographies d'Adolphe Rabinovitch, se reporter au paragraphe Sources et liens externes en fin d'article.

## Biographie
Russo-égyptien Juif, il naît à Moscou le 27 mai 1918. Il poursuit ses études à Paris, puis s'installe aux États-Unis.  En 1939, il s'engage dans la Légion étrangère. Il devient agent du Special Operations Executive (SOE).
Première mission en France
Définition de la mission : opérateur radio du réseau SPINDLE de Peter Churchill, avec pour nom de guerre « Arnaud »
Il est parachuté « blind » dans la nuit du 27/28 août 1942  à une trentaine de kilomètres au nord de Grenoble. Il a ordre de gagner Paris, pour servir d'opérateur radio à un réseau parisien, mais il ne réussit pas à établir à Grenoble les contacts voulus, et pendant une quinzaine de jours, il mène une vie errante. Un agent réussit à le rejoindre et le ramène à Cannes pour y attendre de pouvoir le réexpédier à Paris. À Cannes, Rabinovitch rencontre Peter Churchill, chef du réseau SPINDLE, qui lui propose de devenir son opérateur radio en remplacement d'Isidore Newman « Julien » qu'il a décidé de faire rentrer en Angleterre. Rabinovitch accepte, et Peter Churchill obtient l'aval de Londres.
Lorsque le réseau s’effondre mi-avril 1943, Adolphe Rabinovitch reste en liberté. Avec Victor Hazan « Gervais », il clôt les affaires avec les contacts du réseau, autour d’Annecy et sur la Côte d’Azur.
Il retourne en Angleterre via l’Espagne. Il est ensuite adjoint du Maréchal de Lattre de Tassigny.
Deuxième mission en France
Définition de la mission : monter et commander le réseau BARGEE.
Avec Roméo Sabourin, il est parachuté une seconde fois en France dans la nuit du 2/3 mars 1944. Mais le terrain étant contrôlé par les Allemands, il est blessé et capturé à l'atterrissage. Il est déporté en Allemagne. En août-septembre 1944, il est exécuté à Gross-Rosen.

## Reconnaissance

### Distinctions
- Grande-Bretagne : Mentioned in Despatches.
- France : Croix de guerre 1939-1945 avec Étoile de Vermeil.

### Monuments
- En tant que l'un des 104 agents de la section F morts pour la France, Adolphe Rabinovitch est honoré au mémorial de Valençay, Indre, France.
- Brookwood Memorial, Surrey, panneau 21, colonne 3.
- Au mémorial du camp de concentration de Gross-Rosen, situé près de Rogoźnica (Pologne), une plaque honore la mémoire des dix-neuf agents de la section F qui y ont été exécutés en août-septembre 1944, dont Adolphe Rabinovitch. Réalisée en granit local, en provenance d'une carrière où devaient travailler les détenus, elle a été élevée sur l'initiative du Holdsworth Trust.